# Lycianthes aceratia
Lycianthes aceratia är en potatisväxtart som beskrevs av Friedrich August Georg Bitter. Lycianthes aceratia ingår i Himmelsögonsläktet som ingår i familjen potatisväxter. Inga underarter finns listade i Catalogue of Life.